# تایتان زرد
تایتان زرد (به انگلیسی: Titan yellow) با فرمول شیمیایی C۲۸H۱۹N۵Na۲O۶S۴ یک ترکیب شیمیایی با شناسه پاب‌کم ۷۳۲۱۷ است. که جرم مولی آن ۶۹۵٫۷۲۰ g/mol می‌باشد. 